# Нос (география)
Вижте пояснителната страница за други значения на Нос.
Нос в географията е форма на релефа, която се вдава в море или езеро. Той е своеобразен край на сушата, след което има само водно пространство.

## Видове
Носът може да е добре оформен и да наподобява малък полуостров. В този случай е обграден от три страни с вода и е съставен от твърди скали, които са по-устойчиви на абразията спрямо околните. Типичен пример за това са носовете Хорн, Добра надежда, Калиакра и др.
В други случаи носът е съставен от наносите (пясък и малки камъни) на морската вода. Той е нисък и има по-скоро формата прав ъгъл. Такива са носовете Алмади, Канаверал (който е част от пясъчна коса) и др.

## Значение
За науката носовете са важни, защото по тях се определят крайните точки на континентите и островите. Следователно при най-северните и най-южните носове е важна тяхната географска ширина, а при най-източните и западните – географската им дължина.
Носовете са имали важна роля в хода на Великите географски открития като психологически и физически препятствия. Нос Бохадор е първият преодолян от португалските моряци (от Жил Еаниш), с което се „отпушва“ процесът на следващите плавания. Заобикалянето на нос Добра надежда през 1489 г. прави голямо впечатление на моряците в Европа и предизвиква откриването на Америка от Колумб.

## По-важни носове

### Европа
- Мароки (най-южен, Испания);
- Рока (най-западен, Португалия);
- Нордкап (най-северен, Норвегия);
- Сен Матийо (полуостров Бретан);
- Херсонес (Кримски полуостров).

### Азия
- Баба (най-западен, Турция);
- Пиай (най-южен, Малайзия);
- Челюскин (най-северен, полуостров Таймир);
- Дежньов (най-източен, полуостров Чукотка);
- Лопатка (най-южен на полуостров Камчатка);
- Кумари (най-южен на Индия);
- Ел Хад (най-западен на Арабския полуостров).

### Африка
- Агуляш (най-южен, РЮА);
- Добра Надежда (РЮА);
- Алмади (най-западен, Сенегал);
- Ел Абиад (най-северен, Тунис);
- Рас Хафун (най-източен, Сомалия);

### Северна Америка
- Принс ъф Уелс (най-западен, Аляска);
- Мърчисън (най-северен, Канада);
- Морис Джесъп (най-северен на Гренландия); това е най-северната точка на земната суша;[2]
- Сейнт Чарлз (най-източен, Лабрадор);
- Кабо Фалко (най-южен на полуостров Калифорния);
- Мариато (най-южен, Панама);
- Ийст Кейп (най-южен на САЩ – Флорида).

### Южна Америка
- Хорн (най-южен на остров Огнена земя); това е и най-южната точка на земната суша, като се изключи Антарктида;[3]
- Фроуърд (най-южен на континента, Чили);
- Кабу Бранку (най-източен, Бразилия);
- Париняс (най-западен, Перу);
- Галинас (най-северен, Колумбия).

### Австралия и Океания
- Кейп Йорк – най-северен;
- Югоизточен – най-южен;
- Южен – най-южен на остров Тасмания;
- Байрон – най-източен;
- Стип пойнт – най-западен.

### България
От север на юг по-важните носове са следните: Шабла (най-източен), Калиакра, Галата, Емине, Маслен нос.